# Blowback
Blowback è il sesto album del musicista inglese Tricky, uscito nel 2001.

## Tracce
1. Excess – 4:43
2. Evolution Revolution Love – 4:09
3. Over Me – 2:57
4. Girls – 4:21 (con Anthony Kiedis e John Frusciante dei Red Hot Chili Peppers)
5. You Don't Wanna – 5:25
6. #1 Da Woman – 2:40 (con John Frusciante)
7. Your Name – 3:35
8. Diss Never (Dig Up We History) – 2:50
9. Bury the Evidence – 4:51
10. Something in the Way – 3:24
11. Five Days – 4:19 (con Cyndi Lauper)
12. Give It to 'Em – 3:04
13. A Song for Yukiko – 4:10
14. The Hawkman Is Coming – 4:19
15. Evolution Revolution Love (remix) – 3:43